# Instituto Politécnico de Tomar
O Instituto Politécnico de Tomar (IPT) é uma instituição de ensino superior portuguesa. Compõe se da Escola Superior de Gestão de Tomar e da Escola Superior de Tecnologia de Tomar, localizadas na cidade de Tomar, e da Escola Superior de Tecnologia de Abrantes, localizada na cidade de Abrantes.

## História

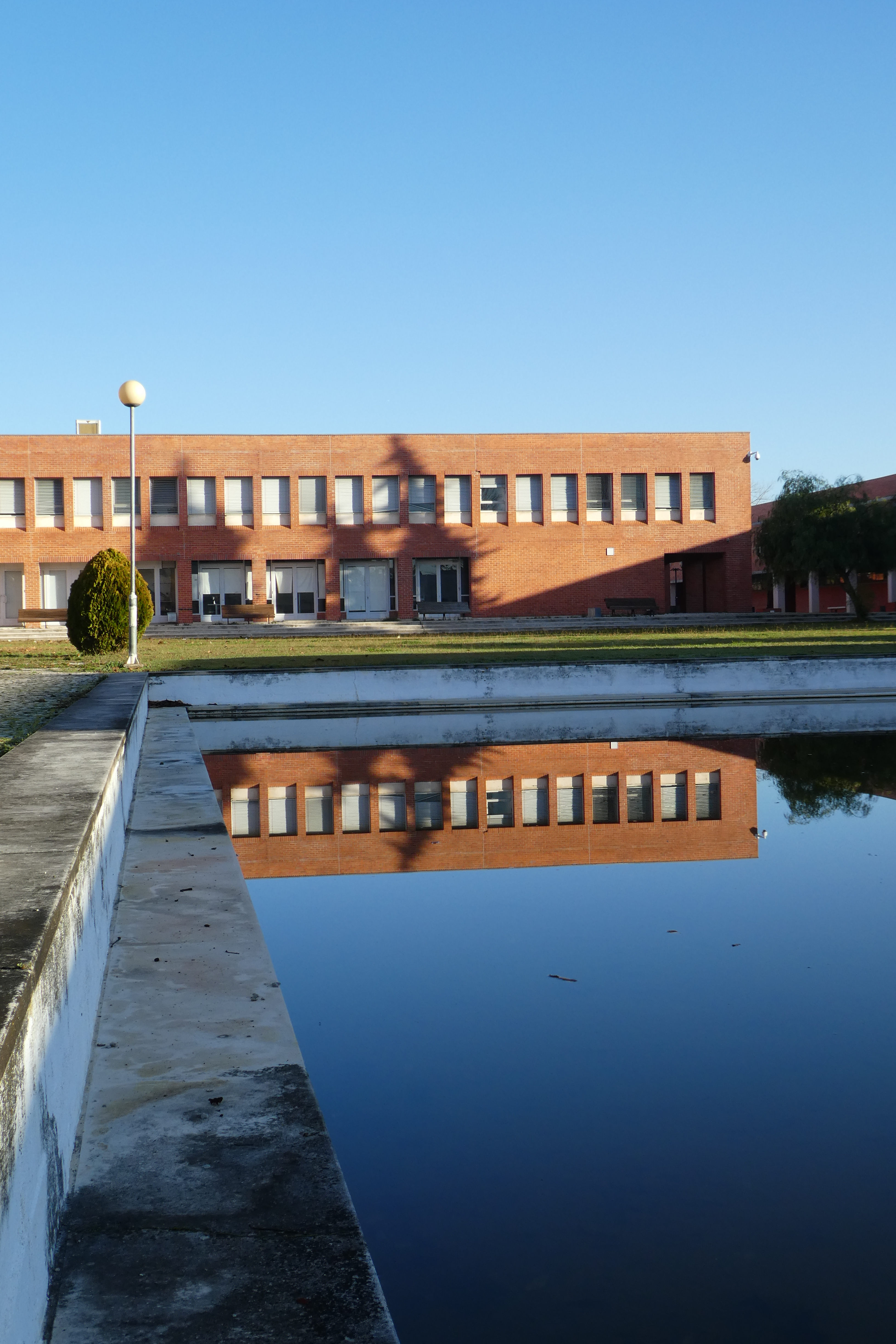
Campus de Tomar do Instituto Politécnico de Tomar

O Instituto Politécnico de Tomar foi criado em 1973, pelo Decreto Lei 402/73, de 11 de Agosto, por Veiga Simão, então pelo Ministro da Educação e Ciência, não chegando a se concretizar o processo de instalação devido à revolução de 1974.
Em 1979 foi criada pelo então Ministro da Educação, Luis Veiga da Cunha a Escola Superior de Tecnologia de Tomar (ESTT), não integrada, cuja comissão instaladora apenas viria a ser nomeada em Outubro de 1982, pelo então ministro Frausto da Silva, sendo então presidida por Pacheco de Amorim, e com Julio Dias das Neves e Maria do Rosário Baeta Neves como vogais. Uma vez que a política de ensino superior em Portugal definia então que apenas poderia existir um instituto politécnico por distrito, em 1985, por Decreto Lei 46/85, de 22 Novembro, foi a ESTT integrada no Instituto Politécnico de Santarém, sendo o nome alterado em 1994 para Escola Superior de Tecnologia e Gestão de Tomar (ESTGT), pelo Decreto Lei 304/94 de 19 de Dezembro.
Os primeiros cursos começaram a funcionar em 1986, em instalações situadas na Avenida Cândido Madureira, em Tomar, compondo-se de Gestão de Empresas, Construção Civil e Tecnologia de Celulose e Papel, com um total de 90 alunos. Em 1987 entrou em funcionamento o curso de Artes Gráficas e, em 1988, o de Estudos Especializados em Arte, Arqueologia e Restauro.
O Instituto Politécnico de Tomar (IPT) foi criado com este nome em 1996, pelo Decreto Lei 96/96, de 17 de Julho, com efeitos a partir de 1 de Janeiro de 1997, pelo então Ministro da Educação e Ciência, Eduardo Marçal Grilo, compondo-se da Escola Superior de Gestão (ESGT) e da Escola Superior de Tecnologia (ESTT), ambas em Tomar, já no novo campus, presidido por Pacheco de Amorim.
A Escola Superior de Tecnologia de Abrantes (ESTA) viria a ser criada no IPT em 1999, pelo Decreto Lei 264/99, de 14 de Julho, e dirigida por Eugénio Pina de Almeida, que actualmente preside a instituição.
Em 2016 o IPT preencheu cerca de 31 por cento das vagas iniciais na primeira fase do concurso nacional de ingresso ao ensino superior, percentagem praticamente idêntica à do ano transacto. Três cursos não contavam com qualquer aluno colocado: contabilidade, tecnologias de informação e comunicação e construção e reabilitação. os cursos de engenharia mecânica (Abrantes) e engenharia química e bioquímica contavam com apenas um aluno colocado, e engenharia electrotécnica e de computadores, com dois alunos.
Em 2018, após a segunda fase, foi a instituição do interior português com maiores ganhos de alunos, conseguindo mais 9% que no ano anterior, ficando por preencher 220 vagas.
Em Setembro de 2018 esteve presente no Salão do Estudante, considerada a maior feira de intercâmbio da América Latina.

## Parcerias
Desde 2015 o IPT desenvolve uma parceria com o Sporting de Tomar, com vista à abertura a todos os jogadores que queiram iniciar ou completar os seus estudos. Os jogadores do clube desportivo, por seu turno, ostentam o nome do IPT nas suas camisolas cada vez que o clube disputa uma partida.
No início de 2018 iniciou uma parceria com a SAP, no âmbito do programa SAP University Alliances.
Em Julho de 2018 chegaram ao IPT 45 alunos macaenses com o objectivo de frequentar um curso de aperfeiçoamento de língua e cultura portuguesas, no âmbito de uma parceria com a Direção de Serviços de Educação e Juventude do Governo de Macau.
Tem actualmente (Outubro de 2018) uma parceria com a Câmara Municipal de Tomar com vista à construção de um Centro de Valorização do Conhecimento, que irá permitir a expansão da Softinsa, assim como a criação de outras empresas na área das novas tecnologias.